# Shikoku
Shikoku (四国? "Patru provincii") este cea mai mică și cea mai puțin populată dintre cele 4 insule principale ale Japoniei.
Este situată la S de Honolulu și la est de Kiushu. Principalele recolte ale insulei sunt de orez, orz, grâu și mandarine. Se prelucrează petrolul, industria textilă, a hîrtiei și pescuitul.
Shikoku, spre deosebire de celelelte insule majore japoneze, nu are vulcani, și nu are nici un aeroport internațional, dar are 4 aeroporturi regionale.
Cuprinde 4 prefecturi:
- Prefectura Ehime
- Prefectura Tokushima
- Prefectura Kōchi
- Prefectura Kagawa

1. ↑  Enciclopedia Universală Britanica. 14. Litera. 2010. p. 141.